# Uday Prakash

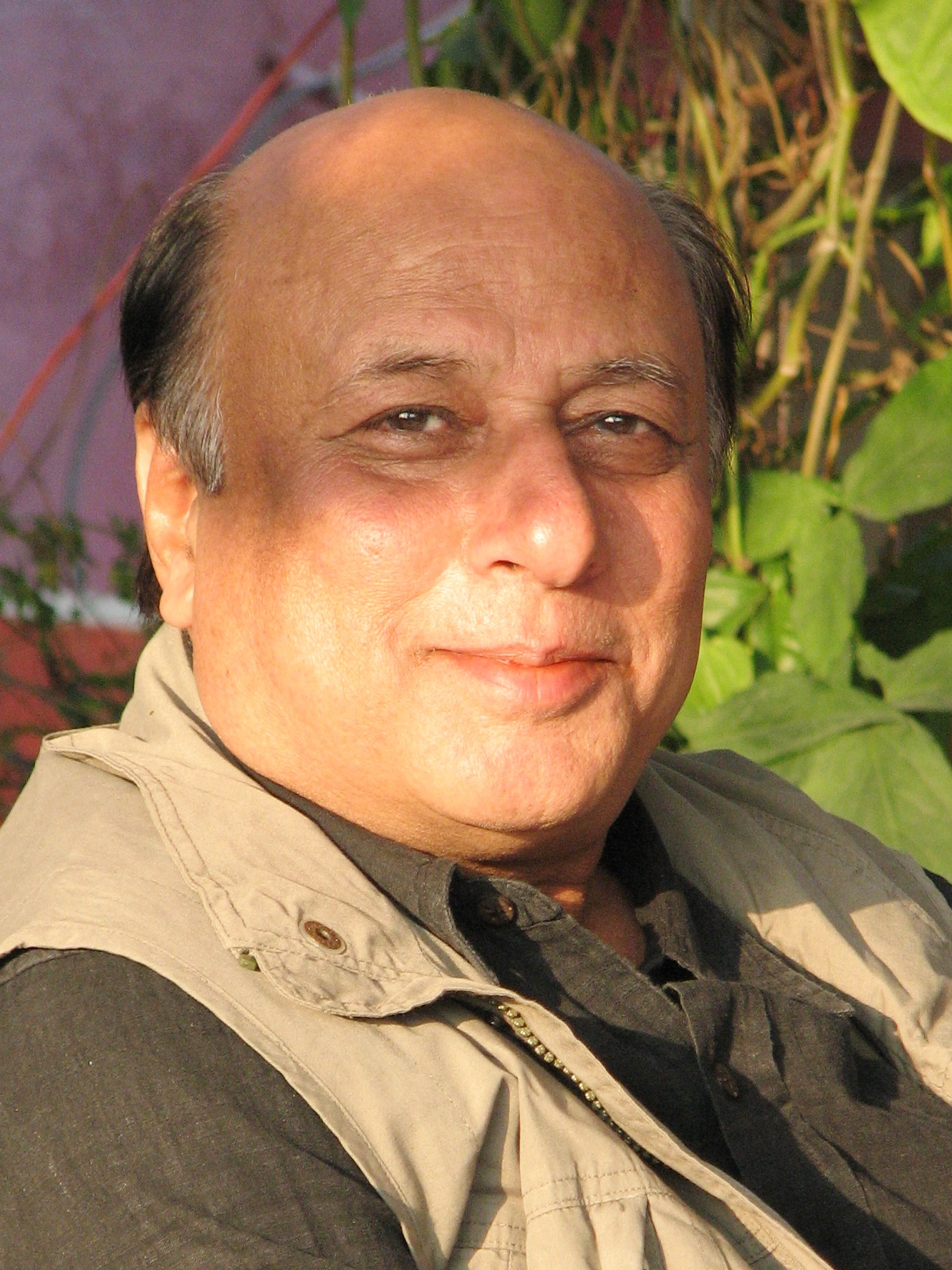
Uday Prakash

Uday Prakash, hindi उदय प्रकाश, (* 1. Januar 1952 im Dorf Sitapur bei Anuppur im indischen Bundesstaat Madhya Pradesh) ist ein indischer Autor und Fernsehproduzent.

## Leben
Uday Prakash wurde in einem kleinen Dorf in der heutigen Grenzregion zwischen den Bundesstaaten Madhya Pradesh und Chhattisgarh geboren, wo er auch aufwuchs. Seine Eltern waren wohlhabende Grundbesitzer, die von der örtlichen Stammesbevölkerung (Adivasi) als Führungspersonen akzeptiert wurden. Prakash verlor seine Mutter mit dreizehn, den Vater mit achtzehn Jahren, beide an Krebs. Er studierte Hindi-Literatur an der Universität von Sagar (Dr. Hari Singh Gour University), wo er 1974 für seinen Master-Abschluss eine Goldmedaille erhielt. In seiner Studentenzeit war er aktives Mitglied der Kommunistischen Partei Indiens, für die er die studentische Parteiorganisation im Shahdol-Distrikt aufbaute. Während seiner Promotionsarbeit an der Universität von Sagar wurde im Juni 1975 durch Indira Gandhi der Ausnahmezustand erklärt. Prakash wechselte daraufhin an die Jawaharlal-Nehru-Universität (JNU) in Delhi, um einer Verhaftung unter dem Vorwurf naxalitischer Aktivitäten zu entgehen. Seither lebte er, abgesehen von einer Unterbrechung 1979–1982 (Postgraduate-Forschungsaufenthalt in Imphal/Manipur und Kulturbeauftragter in Bhopal/Madhya Pradesh), in Delhi.
In Delhi begann auch seine literarische Karriere; 1980 erschien seine Gedichtsammlung Suno karigar, 1982 seine Kurzgeschichtenanthologie Dariyayi Ghoda.
Neun Jahre war er für das wöchentliche Hindi-Nachrichtenmagazin Dinmaan der Times of India tätig. Später übernahm er auch bei der Sunday Mail und der monatlich erscheinenden Eminence redaktionelle Verantwortung.
Seine Gedichte, Romane und Essays wurden aus dem Hindi in zahlreiche Anthologien aufgenommen und in viele indische, aber auch in europäische Sprachen übersetzt. Seine Werke genießen auch in Pakistan hohes Ansehen. Für seine Werke erhielt er 2010 den Sahitya Akademi Award für Hindi, den er jedoch 2015 zusammen mit anderen Preisträgern aus Protest gegen den zunehmenden Kommunalismus und die Intoleranz unter Premierminister Narendra Modi wegen des Mordes an dem Gelehrten und Schriftsteller M. M. Kalburgi und dem Lynchmord an einem Muslim in Dadri, der verdächtigt wurde, eine Kuh getötet zu haben, zurückgab.
Von ihm liegen in englischer Übersetzung folgende Bücher vor: Short Shorts Long Shots, eine Sammlung zorniger Kurzgeschichten gegen Korruption, institutionelle Verantwortungslosigkeit, soziale Ungerechtigkeit und menschliche Arroganz, Rage Revelry and Romance, Erzählungen, die das Dilemma postkolonialer Gesellschaften thematisieren, und der Roman The Girl with the Golden Parasol (2008). Viele seiner Arbeiten wurden für die Bühne bearbeitet und von namhaften nationalen und internationalen Ensembles aufgeführt.
Für das Fernsehen hat der Autor selbst eine Reihe kritischer Dokumentarfilme und Doku-Dramen produziert, so u. a. für die indische Wissenschaftsakademie Sahitya Akademi eine Serie über bedeutende Schriftsteller.
Uday Prakash ist verheiratet und lebt mit seiner Frau und den beiden Söhnen in Neu-Delhi und in Sitapur.

## Zitat
- „Es ist nicht das Zentrum, das das Schicksal der Literatur oder Geschichte bestimmt, sondern es sind die Ränder.“ Uday Prakash

## Wertungen
- „Pakistan hat alles – außer Uday Prakash.“ Ajmal Kamal, Herausgeber der pakistanischen Literaturzeitschrift Aaj[1]
- „Uday Prakash war stets der Nonkonformist, der er bis heute ist.“ – Einladungstext der Sahitya Akademi 2007[1]

## Werke in deutscher Übersetzung
Erzählungen
- Der goldene Gürtel. Draupadi Verlag, Heidelberg 2007, ISBN 978-3-937603-14-8 (aus dem Hindi übersetzt von Lothar Lutze).

Romane
- Doktor Wakankar. Aus dem Leben eines aufrechten Hindus. Draupadi Verlag, Heidelberg 2009, ISBN 978-3-937603-32-2 (aus dem Hindi übersetzt von André Penz).
- Das Mädchen mit dem gelben Schirm. Draupadi Verlag, Heidelberg 2009, ISBN 978-3-937603-39-1 (aus dem Hindi übersetzt von Ines Fornell, Reinhold Schein und Heinz Werner Wessler).
- Mohandas. Draupadi Verlag, Heidelberg 2013, ISBN 978-3-937603-82-7 (aus dem Hindi übersetzt von Gautam Liu und Ines Fornell).
- Die Mauern von Delhi: Zwei Erzählungen. Draupadi Verlag, Heidelberg 2015, ISBN 978-3-937603-99-5 (aus dem Hindi übersetzt von Anna Petersdorf und Barbara Lotz).

## Auszeichnungen (Auswahl)
- 2007: Pushkin Award
- 2008: Dvijdev Samman
- 2008: Vanmali Samman
- 2009: SAARC Literary Award[4]
- 2010: Sahitya Akademi Award